# Uniwersytet Medyczny w Kownie

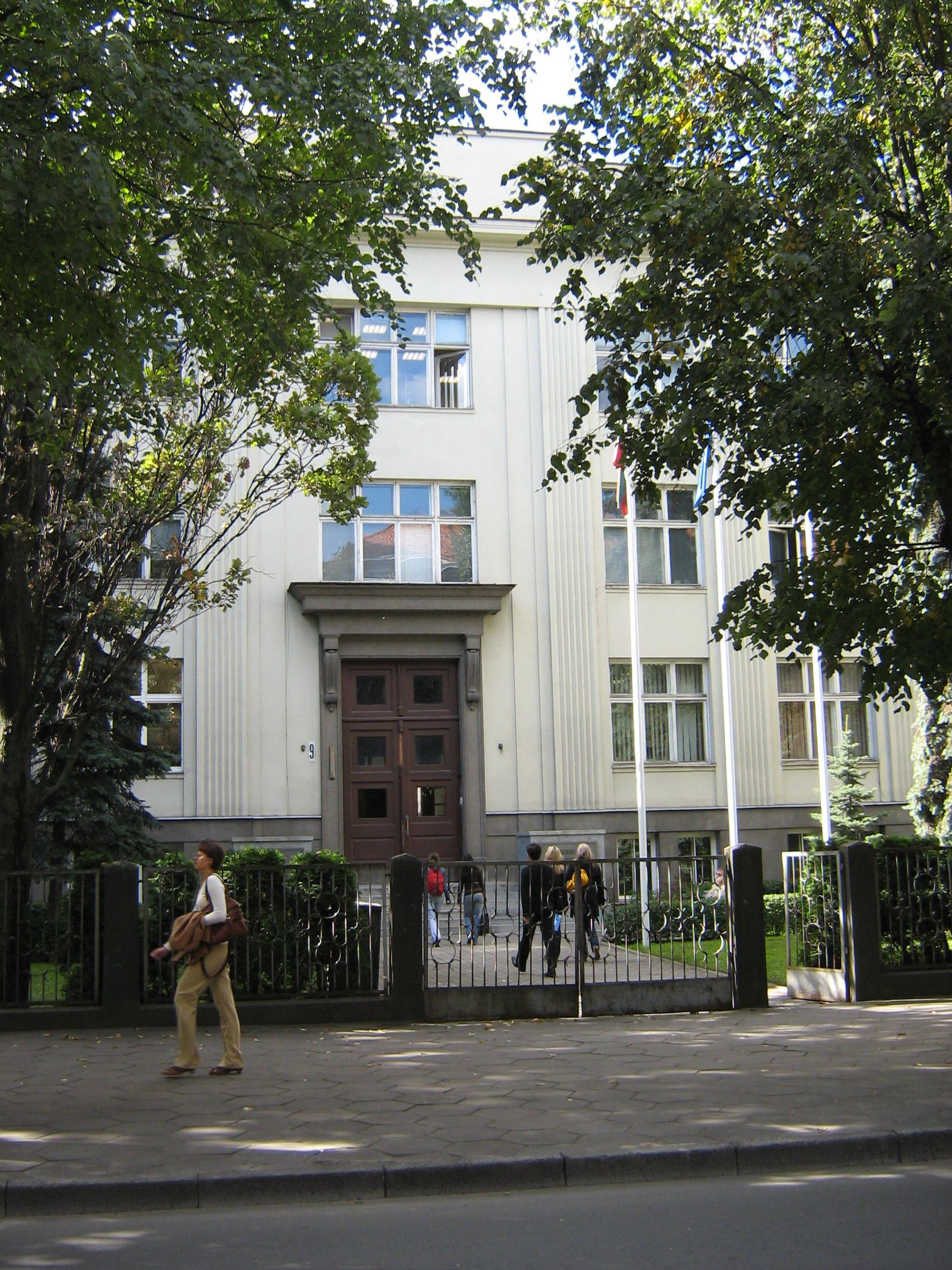
Uniwersytet Medyczny w Kownie

Uniwersytet Medyczny w Kownie (lit. Kauno medicinos universitetas), KMU – uczelnia medyczna z siedzibą w Kownie funkcjonująca do 2010 roku.
Korzenie uczelni sięgają 1922 roku, gdy powołano do życia Wydział Medyczny Uniwersytetu Litewskiego w Kownie. Po likwidacji uniwersytetu w 1950 roku powstał samodzielny Instytut Medyczny z siedzibą w Kownie, podczas gdy większość wydziałów zniesionego uniwersytetu przeniesiono do Wilna. W 1989 roku nazwę Instytutu zmieniono na Akademię Medyczną w Kownie, w 1998 roku uczelnia przyjęła nazwę Uniwersytetu Medycznego. W 2010 w wyniku połączenia z Akademią Weterynaryjną powstał Litewski Uniwersytet Nauk o Zdrowiu.
Nieodłączną częścią uniwersytetu był szpital uniwersytecki w Kownie.

## Znani absolwenci
- Medard Czobot - działacz polonijny na Litwie, b. poseł na sejm (1990–96)